# David Gale (Ökonom)

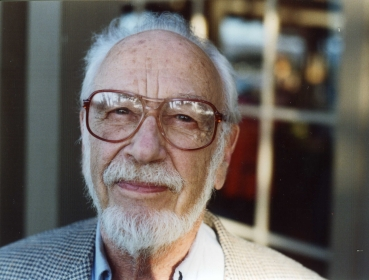
Gale im Jahr 2003

David Gale (* 13. Dezember 1921 in New York City; † 7. März 2008 in Berkeley) war ein US-amerikanischer Mathematiker und Ökonom. Er war Professor an der University of California, Berkeley.

## Werdegang
Gale studierte am Swarthmore College (Bachelor 1943), war während des Zweiten Weltkriegs am MIT Radiation Laboratory und studierte dann an der University of Michigan (Masterabschluss 1947) und an der Princeton University, an der er 1949 bei Albert William Tucker promoviert wurde (Solutions of finite two person games). Anschließend lehrte er zwischen 1950 und 1965 an der Brown University, ehe er nach Berkeley wechselte, wo er Professor für Mathematik, Operations Research und Ökonomie war. 1957/58 war er bei der Rand Corporation.
Gale lieferte entscheidende Beiträge zur Linearen Optimierung, wobei insbesondere sein 1960 veröffentlichtes Werk The Theory of Linear Economic Models sich als Standardwerk etablierte. Er befasste sich auch mit Spieltheorie, Geometrie konvexer Mengen und Kombinatorik.
Er war Mitglied der American Academy of Arts and Sciences und der National Academy of Sciences. Für seine Forschungsergebnisse wurde er mit Preisen wie dem John von Neumann Theory Prize oder dem Pirelli International Award ausgezeichnet. Er war Fulbright Research Scholar (1953/54 in Dänemark) und Guggenheim Fellow (1962/63 an der Universität Osaka als Gastprofessor). 1968/69 war er als Senior Fellow der National Science Foundation an der Universität Kopenhagen.
Gale lebte in Berkeley und in Paris mit seiner Partnerin Sandra Gilbert. Er hatte drei Töchter aus erster Ehe (mit Julie B. Skeby, Heirat 1954, Scheidung 1974) und zwei Enkel.
1991 bis 1997 gab er die Kolumne über Mathematische Unterhaltung im Mathematical Intelligencer heraus.